# Charles Greene
Charles Edward Greene (ur. 21 marca 1945 w Pine Bluff, zm. 14 marca 2022 w Lincoln) – amerykański lekkoatleta, sprinter, mistrz olimpijski z 1968 z Meksyku.
Był niemal pewnym kandydatem do występu na igrzyskach olimpijskich w 1964 w Tokio, ale podczas amerykańskich kwalifikacji przedolimpijskich naciągnął mięsień i ukończył bieg na 100 metrów dopiero na 6. pozycji. W 1966 zdobył mistrzostwo Stanów Zjednoczonych (AAU) w biegu na 100 jardów, a w 1968 na 100 metrów. Jako student University of Nebraska był również akademickim mistrzem USA (NCAA) na 100 jardów od 1965 do 1967 (w tym ostatnim roku wyrównał rekord świata na tym dystansie wynikiem 9,1 s). Podczas zwycięskich mistrzostw USA w 1968 w Sacramento Greene dwukrotnie wyrównał rekord świata w biegu na 100 metrów. Najpierw w eliminacjach uzyskał czas 10,0 s, a potem wygrał drugi półfinał czasem z 9,9 s (taki sam czas w pierwszym półfinale osiągnęli Jim Hines i Ronnie Ray Smith). Według pomiaru elektronicznego Greene przebiegł 100 m w 10,09 s (wobec 10,03 Hinesa i 10,14 Smitha).
Na igrzyskach olimpijskich w 1968 w Meksyku Greene zdobył brązowy medal w biegu na 100 metrów. W czasie biegu finałowego naciągnął sobie ścięgno. Nie przeszkodziło mu to jednak wystąpić na 1. zmianie sztafety 4 × 100 metrów, która zdobyła złoty medal poprawiając rekord świata na 38,24 s (biegła w składzie: Greene, Melvin Pender, Smith i Hines).
Po zakończeniu kariery sportowej Greene został oficerem Armii USA i służył jako trener lekkoatletyczny w West Point. Po zakończeniu służby w armii pracował nadal jako trener, a także był dyrektorem Olimpiady Specjalnej.

## Rekordy życiowe
- bieg na 100 jardów – 9,1 s (1967)
- bieg na 100 metrów – 10,02 s (1968)
- bieg na 200 metrów – 20,7 s (1967)
- bieg na 400 metrów – 46,7 s (1966)